# Megas Alexandros Katerini
Megas Alexandros est le nom d'Alexandre le Grand en grec. Pour la municipalité grecque de ce nom, voir Megálos Alexándros.
Maillots
Le Megas Alexandros Katerini (en grec moderne : Μέγας Αλέξανδρος Κατερίνης) est un ancien club grec de football fondé en 1927 et disparu en 1961, et basé dans la ville de Katerini.

## Histoire
Megas Alexandros évolue une seule saison dans l'élite du football grec, l'Alpha Ethniki. C'est lors de la première édition du championnat national, durant la saison 1959-60. Le club termine la saison à la 15e place, synonyme de relégation. 
Pierikos prend sa place après la fusion au sein de la 2e division, la Beta Ethniki, lors de la saison 1961-1962.
Ce club disparaît lors de la création en 1961 du club de Pierikos, en fusionnant avec le club d'Olympos Katerini.